# 7,92mm letecký kulomet typ 1
7,92mm letecký kulomet typ 1 byl japonský kulomet užívaný jako pohyblivě lafetovaná výzbroj letadel během druhé světové války. Jeho konstrukce byla založena na německém kulometu MG 15 užívaném Luftwaffe. Kromě výroby v námořních arzenálech pro potřeby námořního letectva se jeho významným producentem stala i armádní zbrojovka v Nagoje, která jej vyráběla i pro armádní letectvo pod označením 7,92mm kulomet typ 98.

## Použití
- Aiči B7A
- Micubiši Ki-67
- Nakadžima C6N
- Jokosuka D4Y